# Ercole Olgeni
Ercole Olgeni (ur. 11 grudnia 1883 w Wenecji, zm. 14 lipca 1947 tamże) – włoski wioślarz, dwukrotny medalista olimpijski.
Wystąpił na igrzyskach olimpijskich w Antwerpii w 1920, gdzie razem z Giovannim Scatturinem i Guido De Filipem (sternik), zdobył złoty medal w dwójkach ze sternikiem. W finale Włosi o 1 sekundę wyprzedzili drugich na mecie Francuzów. Na rozgrywanych cztery lata później igrzyskach olimpijskich w Paryżu Olgeni, Scatturin i Gino Sopracordevole zdobyli w tej samej konkurencji srebrny medal. Walkę o złoto przegrali ze Szwajcarami o 0,1 sekundy.
W dwójkach ze sternikiem zdobył także złote medale na mistrzostwach Europy w Pallanzy (1906) i mistrzostwach Europy w Como (1911), srebrny na mistrzostwach Europy w Lucernie (1908) oraz brązowy na mistrzostwach Europy w Zurychu (1924). Na mistrzostwach Europy w Lucernie (1908) zdobył złoto w czwórkach ze sternikiem, a na mistrzostwach Europy w Gandawie (1905) zajął drugie miejsce. Ponadto zdobył również srebrne medale w dwójkach podwójnych i ósemkach na mistrzostwach Europy w Ostendzie (1910).
W trakcie kariery reprezentował barwy klubu Canottieri Bucintoro.
Otrzymał złoty medal Włoskiego Narodowego Komitetu Olimpijskiego.